# Patca
Patca es un pueblo ubicado en el distrito de Kaposvár, en el condado de Somogy, Hungría.

## Superficie
Posee una superficie de 4,960 kilómetros cuadrados.

## Demografía
Hasta 2019 la población era de 61 habitantes, con una densidad de población de 12,30 habitantes por kilómetro cuadrado.